# Gulnæbbet toko
Gulnæbbet toko (latin: Tockus flavirostris) er en næsehornsfugl, der lever i det østlige Afrika.